# 6137 Johnfletcher
A 6137 Johnfletcher (ideiglenes jelöléssel 1991 BY) egy kisbolygó a Naprendszerben. Natori Akira és Urata Takesi fedezte fel 1991. január 25-én.